# Stazione di Baden-Baden (1845)
La stazione di Baden-Baden era una stazione ferroviaria che serviva la città termale di Baden-Baden, nello stato tedesco del Baden-Württemberg.

## Storia
La stazione di Baden-Baden venne attivata il 25 luglio 1845 come capolinea della breve tratta ferroviaria da Baden-Baden alla località di Oos, posta lungo l'importante ferrovia internazionale Mannheim-Karlsruhe-Basilea.
Il primitivo fabbricato viaggiatori in legno, costruito su progetto di Friedrich Eisenlohr, fu sostituito negli anni novanta del XIX secolo da un nuovo imponente fabbricato in stile neorinascimentale più adeguato all'importanza della città, completato nel 1894.
Il 2 ottobre 1932 la stazione ottenne la nuova denominazione di "Baden-Baden Stadt" (letteralmente: "Baden-Baden città"); il 22 maggio 1937 venne ripristinata la denominazione originaria.
L'importanza della stazione iniziò a declinare dopo la seconda guerra mondiale, con la progressiva crescita del trasporto stradale a discapito di quello ferroviario; relegata al solo traffico locale, venne soppressa insieme a tutta la linea per Oos il 25 settembre 1977.
Il fabbricato viaggiatori, conservato in considerazione della sua importanza monumentale, venne acquistato dalla città di Baden-Baden e integrato in un nuovo complesso edilizio adibito a Festspielhaus.

## Movimento
Fin dall'inizio, la stazione di Baden-Baden era servita da treni a lunga percorrenza che collegavano l'importante città termale alle maggiori città europee; con il passare del tempo il numero dei collegamenti diretti diminuì progressivamente, e la stazione rimase servita quasi esclusivamente da treni locali che la collegavano alla stazione di Oos.

## Riproduzioni modellistiche
Nel 1976, alla XXVII Fiera del giocattolo di Norimberga, la ditta Vollmer presentò un modello scala H0 del fabbricato viaggiatori della stazione di Baden-Baden. In seguito fu prodotto anche un modello in scala N.